# 上野八十吉
上野 八十吉（うえの やそきち、1880年〈明治13年〉9月15日 - 1942年〈昭和17年〉7月24日）は、日本の柔術家である。号は光斎、名は正幸。
柔術関係では上野光斎と書かれることが多い。

## 経歴
1880年（明治13年）9月15日、東京に生まれる。
1897年（明治30年）、下谷龍泉寺町にあった大木友藏の練武館に入り戸塚派楊心流を修行し、後に楊心流初傳目録を授かった。
1900年（明治33年）、戸塚派楊心流師範の大竹森吉の道場に入門した。1906年（明治39年）、下谷区に第二練武館道場を開設し柔術教授の傍ら接骨を行った。
1912年（昭和2年）5月に大日本武徳会より柔道精錬證を受けた。1913年（昭和3年）11月に柔道教士の称号を受けた。
1942年（昭和17年）7月24日死去
1938年（昭和13年）『週刊朝日』の記事によると、父を早くに亡くしたため身体を丈夫にしておかなければならないという理由から昼は銀行に出ていたが夜に帰り、体を鍛えるべくやっていたと述べている。ある時、柔道の先生でも治らない怪我を治したことから、患者が朝に来るようになり銀行を遅刻するようになったという。
上野の師匠が戸塚から伝授を受ける際に「戸塚派楊心流」と名乗れと言われたことから、上野自身も流派名を戸塚派楊心流としていた。
柔道整復術公認運動に参加しており、大日本柔道整復師会結成後は東京府柔道整復師会に所属していた。
1908年頃（明治41年）に妻や娘、女中に袖の短い柔術着を着せて柔術の形や初歩的な乱捕を教えていた。